# Euridice (Caccini)
Pour les articles homonymes, voir Eurydice (homonymie).
Personnages
- La Tragedia
- Euridice
- Orfeo
- Arcetro
- Tirsi
- Aminta
- Dafne
- Venere
- Plutone
- Proserpina
- Radamanto
- Caronte

Euridice est un opéra en un prologue et un acte composé par Giulio Caccini entre 1600 et 1602 et représenté au Palais Pitti de Florence le 5 décembre 1602. Le livret d'Ottavio Rinuccini fut également utilisé par Jacopo Peri, rival de Caccini, pour sa propre Euridice.

## Genèse
À l'occasion des noces de Marie de Médicis, fille du grand duc de Toscane François de Médicis, avec Henri IV célébrées dans la cathédrale de Florence le 5 octobre 1600, Ottavio Rinuccini écrivit un texte, l'Euridice (it), qui fut mis en musique simultanément par Jacopo Peri et par Giulio Caccini. L'opéra fut représenté pour la première fois le lendemain du mariage, le 6 octobre 1600 avec la musique de Jacopo Peri qui utilisait toutefois deux airs (l'aria d'Euridice et celle du pastore) et le chœur « Al canto, al ballo » de Caccini. Caccini publia cependant son ouvrage en 1601, six semaines avant la parution de la version de Peri, et le fit représenter au Palais Pitti de Florence le 5 décembre 1602.

## Argument
L'opéra suit très précisément le mythe d'Orphée à l'exception de la fin, Orfeo réussissant à sauver Euridice du monde souterrain grâce au pouvoir de sa musique. 
L'Euridice (it) de Rinuccini est un long texte en vers heptasyllabes et hendécasyllabes, alternés librement, sans division en actes et sans que puissent être identifiées des structures formelles semblables à des arie. Après un prologue, chanté par un acteur personnifiant la tragédie, la scène s'ouvre sur un décor pastoral où l'on célèbre les noces d'Euridice et d'Orfeo. Les bergers racontent ensuite qu'Euridice a disparu après avoir été mordue par un serpent alors qu'elle cueillait des fleurs. Orfeo se rend à la porte de l'Hadès et essaye d'émouvoir les habitants des enfers. Grâce à l'intercession de Proserpina, Plutone rend Euridice à Orfeo. Retour à la scène initiale : nymphes et bergers se réjouissent des retrouvailles d'Euridice et d'Orfeo et la fête nuptiale du début se poursuit.

## Musique
La version de Caccini fut une évidente riposte à l'Euridice de Peri. Dans la dédicace de sa partition au comte de Vernio, Caccini affirme que sa technique d'écriture, qu'il a déjà utilisée dans d'autres madrigaux, est celle « usata dagli antichi Greci nel rappresentare le loro tragedie e altre favole, adoperando il canto, ». Il fournit en outre les critères de son style musical : 

« Reggesi adunque l'armonia delle parti, che recitano nella presente Euridice sopra un basso continuato, nel quale ho io segnato le quarte, seste e settime; terze maggiori e minori più necessarie rimettendo nel rimanente lo adottare le parti di mezzo a lor luoghi nel giudizio, e nell'arte di chi suona, havendo legato alcune volte le corde del basso, affine che nel trapassare delle molte dissonanze, ch'entro vi sono, non si ripercuota la corda, e l'udito ne venga offeso »

— Giulio Caccini, Dédicace au comte de Vernio de l'Euridice, Florence, Marescotti, 1600 (repr. Bologne, Forni, 1968)

« J'ai disposé l'harmonie des parties qui interviennent dans cette Euridice sur la basse continue, dans laquelle j'ai précisé les quartes, les sixtes et les septièmes ; pour les tierces majeures et mineures, il est préférable d'en laisser la mise en place au sein des autres parties, aux moments opportuns et selon l'art de ceux qui interprètent l'œuvre ; j'ai noté les liaisons pour les accords de la basse, afin d'atténuer l'effet des nombreuses dissonances qui apparaissent dans le chant et qui, par résonance sur ces notes graves, offenseraient l'auditeur. »

Dans la comparaison avec la fable de Peri, l'Euridice de Caccini se différencie par la « sprezzatura » (une sorte d'ornementation, essentiellement le rubato) à insérer dans le chant du récitatif pour le varier, par les « passaggi », essentiellement les trilles et les scalette ajoutés aux chants spianati, et dans la veine mélodique, plus riche.
Selon Massimo Mila (it), Caccini « se montre un musicien à la veine mélodique plus facile, plus enclin à passer de la rigidité du récitatif à l'accomplissement formel, sinon de l'aria, au moins du motif. »

## Personnages et voix

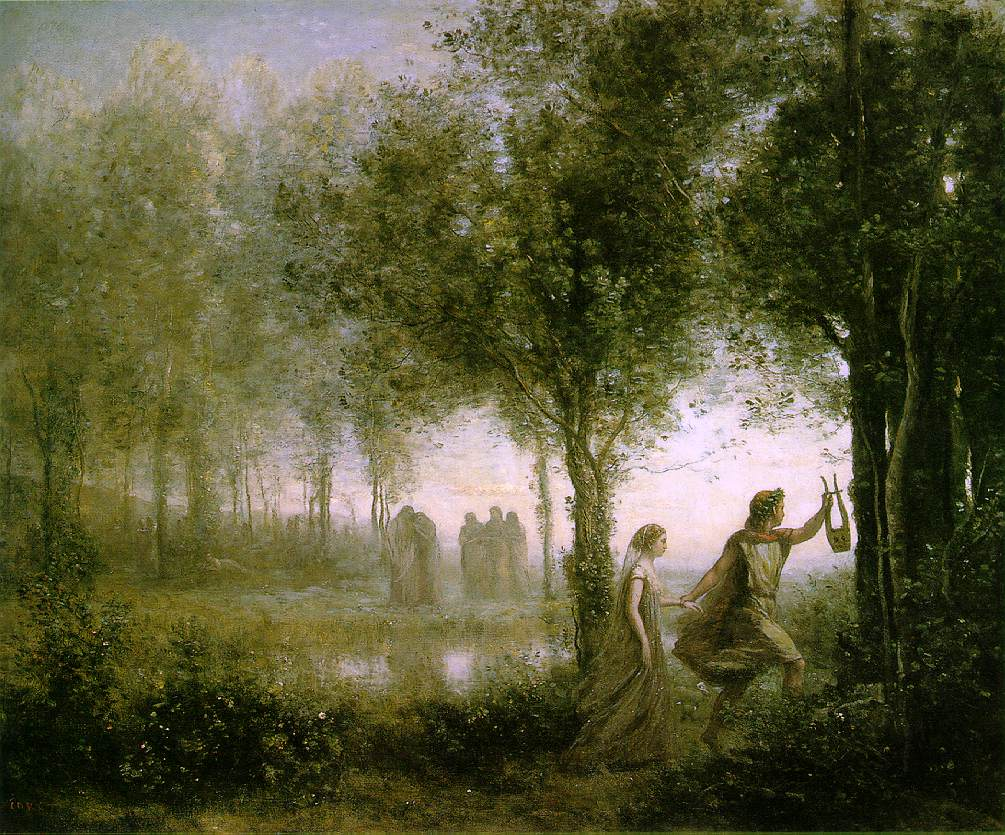
Orphée ramenant Eurydice des enfers (1861), Camille Corot (1796–1875), musée des beaux-arts de Houston.

| Rôle                                               | Voix    |
| -------------------------------------------------- | ------- |
| La Tragedia (la Tragédie)                          | soprano |
| Euridice (Eurydice)                                | soprano |
| Orfeo (Orphée)                                     | ténor   |
| Arcetro, un berger                                 | castrat |
| Tirsi, un berger                                   | ténor   |
| Aminta, un berger                                  | ténor   |
| Dafne (Daphné)                                     | soprano |
| Venere (Venus)                                     | soprano |
| Plutone (Pluton)                                   | basse   |
| Proserpina (Proserpine)                            | soprano |
| Radamanto (Rhadamante)                             | Basse   |
| Caronte (Charon)                                   | ténor   |
| Nimphes et bergers, ombres et divinités des enfers |         |

### Discographie
- Euridice, Solistes, chœur et orchestre, Rodrigo de Zayas direction, Rennes (Arion, 1980)
- L'Euridice, Scherzi Musicali, Nicolas Achten direction (Ricercar, 2008)
- L'Euridice, Concerto italiano, Rinaldo Alessandrini direction (Naïve, 2013)